# Departament Leandro N. Alem

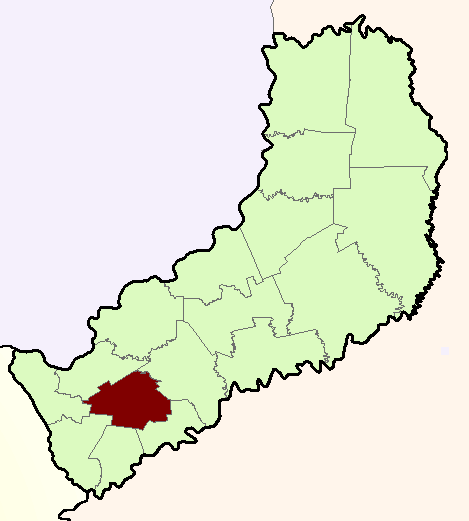
Departament Leandro N. Alem na tle prowincji Misiones

Departament Leandro N. Alem – jeden z 17 departamentów argentyńskiej prowincji Misiones. Stolicą departamentu jest miasto Leandro N. Alem.
Powierzchnia departamentu wynosi 1070 km². Na obszarze tym w 2010 roku mieszkało 45 217  ludzi, a gęstość zaludnienia wynosiła 42,3 mieszkańców/km².
Jest jednym z dwóch departamentów Misiones graniczących jedynie z departamentami tej prowincji. Wokół niego znajdują się departamenty: Capital, Candelaria, Oberá, San Javier, Concepción oraz  Apóstoles.